# Baviácora
Baviácora este un municipiu în statul Sonora, Mexic. Se află la o depărtare de 127 km² fata de capitala statului, Hermosillo.
1. ↑  Institutul național de statistică, geografie și informatică